# Ockelbo (båttillverkare)

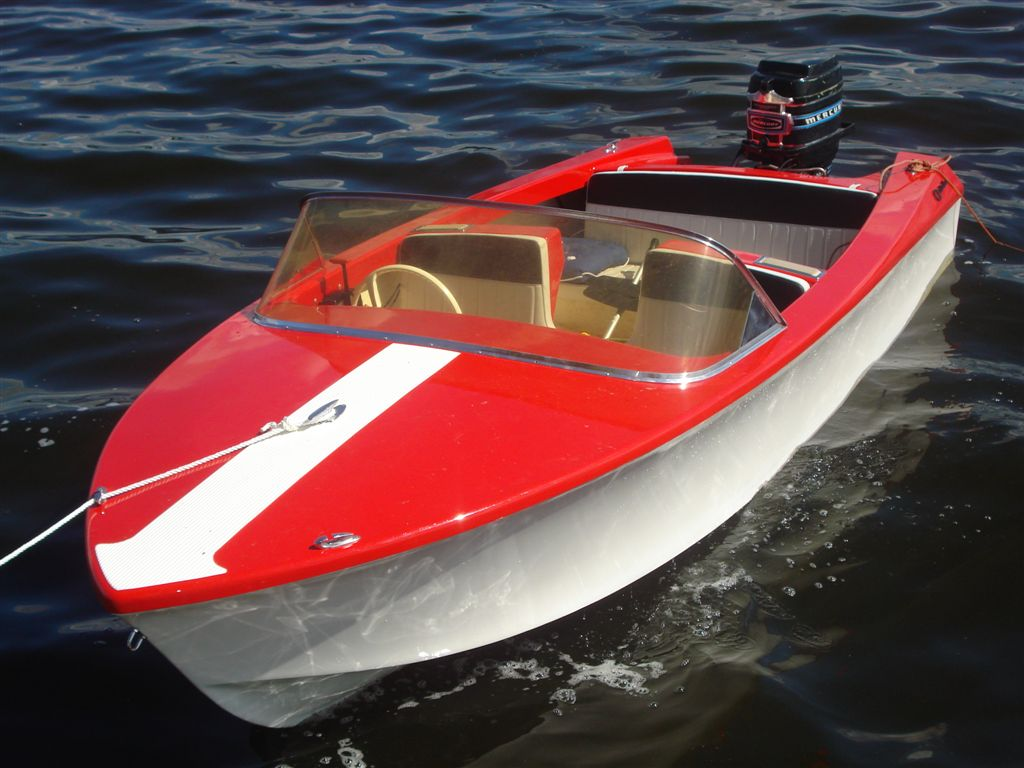
Ockelbo T15 Riviera.

Ockelbo är ett märke på båtar som härstammar från Ockelbo. Företaget grundades 1957 av Erik Lundgren.

## Historia
Erik Lundgren som tidigare varit aktiv i motorsportbranschen fick upp ögonen för tillverkning av båtar i plast tack vare Bo Lindstöm på N K Kristensson som sökte efter plastbåtar som kunde säljas med Mercurymotorer. Den första prototypen som skapades var i genomskinlig plast och kallades därför för skinnet. Den första serieproducerade båten, Mo-Båt, presenterades 1959. Efter Mobåt presenterades Ockelbo Riviera (T15) och senare även Ockelbo Monnaco.
Företaget utökades och fler personer anställdes. I januari 1962 gjordes firman om till aktiebolag, Ockelbo Lundgren AB. Samma år byggdes ytterligare nära 400 m² så att den totala fabriksytan nu var nära 1 500 m². Under 1976 ändrades firmanamnet till Ockelbo Båtar AB. Efter sämre år och svåra tider försattes Ockelbo Båtar AB i konkurs den 5 december 1979.
Idag är företaget under ny regi och tillverkar aluminiumbåtar. En av dagens båtmodeller som företaget säljer är B16 AL som är en ny version av den tidigare B16, och är istället för plast gjord av aluminium.